# بتكيم
بتكيم للبتروكيماويات القابضة هي شركة البتروكيماويات الرائدة في تركيا . تأسست في 3 أبريل 1965، ويقع في مجمع المحطة الرئيسية في ياريمكا، ازميت. من عام 1985 تم بناء مجمع ثان في علياء، ازمير.
متخصصة في تصنيع البتروكيماويات ، وتنتج الشركة الإيثيلين والبولي إيثيلين والبولي فينيل كلوريد والبولي بروبيلين وغيرها من اللبنات الكيميائية لاستخدامها في تصنيع البلاستيك والمنسوجات والمنتجات الاستهلاكية والصناعية الأخرى. تمتلك الشركة 14 مصنعًا للتصنيع توفر جزءًا كبيرًا من البتروكيماويات المستخدمة في تركيا. كما تصدر الشركة منتجات إلى الولايات المتحدة ودول في أوروبا والشرق الأوسط وإفريقيا وآسيا. 
يتم سرد بتكيم في بورصة اسطنبول.
بتكيم هو ميناء حاويات يتم بناؤه حاليًا بالقرب من بلدة علياء. 

## روابط خارجية
- ميناء بتكيم علياء